# Amparoina spinosissima
Amparoina spinosissima là một loài nấm trong họ Tricholomataceae, và là loài đặc trưng của chi Amparoina. Ban đầu nó được nhà nấm học Rolf Singer đặt tên là Mycena spinosissima năm 1951, ông đã tìm thấy loài này ở Argentina năm 1949. Chúng được chuyển sang chi Amparoina năm 1958.

## Phân bố
Loài này được tìm thấy ở các vùng nhiệt đới và cận nhiệt đới, và các mẫu được thu thập ở Argentina, Colombia, Nhật Bản, quần đảo Hawaii, New Caledonia, và Puerto Rico.